# Václav Kopecký
Václav Kopecký, né le 27 août 1897 à Kosmonosy (Autriche-Hongrie) et mort le 5 août 1961 à Prague (Tchécoslovaquie), est un journaliste et homme politique tchécoslovaque, ministre de l'Information de 1945 à 1953, ministre de la Culture de 1953 à 1954 et vice-président du gouvernement de 1953 à 1961. 
Membre fondateur du Parti communiste tchécoslovaque (KSČ) en 1921, il devient son principal idéologue et propagandiste dans les années 1940 et 1950. En outre, il participe activement à la préparation des grands procès politiques visant les opposants (réels ou non) au régime communiste tchécoslovaque. Stalinien zélé, il est l'une des dernières personnes à défendre le dictateur soviétique en Tchécoslovaquie au début des années 1960. Par ailleurs, il prône, sur le plan international, un alignement total et inconditionnel sur l'Union soviétique, estimant ses intérêts supérieurs à ceux de la Tchécoslovaquie. 

## Biographie

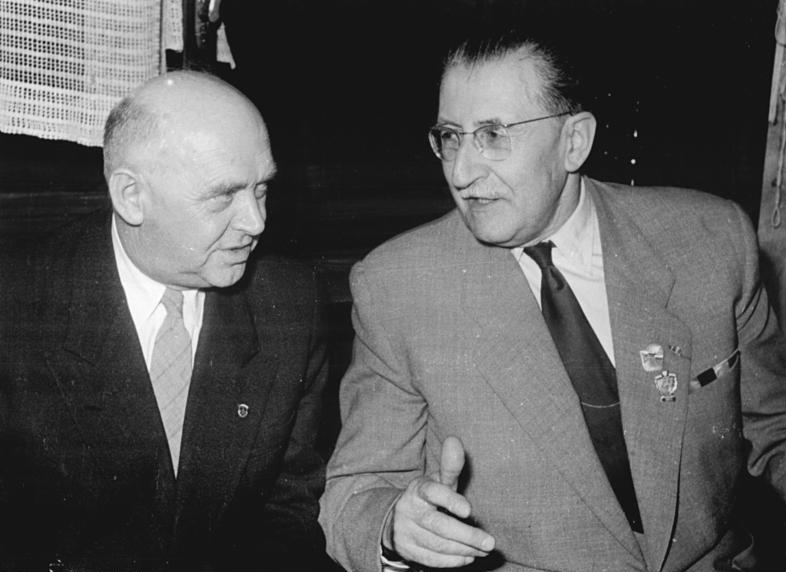
Václav Kopecký (à gauche) avec le dirigeant sportif français Achille Joinard lors de la Course de la paix de 1955.

Il était le treizième enfant d'un commerçant et dirigeant du Sokol, un mouvement gymnastique nationaliste tchèque.
Après avoir raté ses études de droit à l'université Charles de Prague, il devint d'abord un membre de l'Organisation de la jeunesse social-démocrate avant de participer, en 1921, à la création du PCT avec Klement Gottwald. Au milieu des années 1920, il devient rédacteur en chef de quotidiens communistes tels que Dělnický deník, qui paraissait à Ostrava, et à partir de 1928, il fut rédacteur en chef de Rudé právo, l'organe central du PCT. 
Le 27 octobre 1929, il fut élu membre de l'Assemblée nationale (Národní shromáždění republiky Československé (1920–1939) (cs)) pour le PCT. Puis, dans les années 1930, Kopecký rejoignit un groupe radical, inspiré par Moscou, Staline et le Komintern, autour de Klement Gottwald, qui est entré plus tard dans l'histoire sous le nom de karlínští kluci (cs)), qu'on pourrait traduire par "clique de Karlín", avec pour membres : Rudolf Slánský, Jan Šverma (de), Jaromír Dolanský (de), Viliam Široký, Pavel Reiman (de), Bruno Köhler (de) . Lors du cinquième congrès du PCT en février 1929, ces jeunes avaient pris le pouvoir et orienté le parti vers la ligne du Komintern et du Parti communiste de l'Union soviétique (PCUS). Kopecký, qui avait d'excellents contacts à Moscou, en assuma le rôle d'idéologue. Lors de ce congrès, il est devenu pour la première fois membre du Comité central (CC) du PCT et en fit partie jusqu'à l'interdiction du parti en 1938.
Après l'instauration du Protectorat de Bohême-Moravie, il émigra en Union soviétique où il forma la direction en exil du PCT avec : Čeněk Hruška (cs), Rudolf Appelt (de), Klement Gottwald, Robert Korb (de), Rudolf Slánský. Inféodé au PCUS, à qui il rendait compte de la situation du PCT, il intervint en 1941 contre l'attaché militaire tchécoslovaque à Moscou, Heliodor Píka (en), resté loyal au positionnement démocratique du Gouvernement provisoire tchécoslovaque d'Edvard Beneš, basé à Londres, et qui fut ensuite la première victime des parodies de procès tchécoslovaques en 1949.
Alors qu'il était encore en exil, il fut l'un des auteurs du Programme du gouvernement de Košice, un document qui organisait les liens entre les communistes et les démocrates ainsi que les liens entre les Tchèques et les Slovaques. 
Il eut son rôle dans le Coup de Prague et il fut ensuite ministre de l'information dans les gouvernements de Zdeněk Fierlinger, Klement Gottwald et Antonín Zápotocký (jusqu'à la dissolution du ministère le 31 janvier 1953). Il fut aussi membre du comité central du PCT et élu à l'assemblée nationale provisoire.  La station de radio qu'il contrôlait n'était connue en Tchécoslovaquie que sous le nom de "Voix de Moscou".
Dans la lutte entre l'État et l'Église catholique, et notamment avec l'archevêque de Prague, Josef Beran, il a d'abord intensifié le ton en coulisses, puis fit des menaces à partir de 1948 : « Il serait désastreux de mettre en conflit les sentiments religieux du peuple et les sentiments slaves. Nous ne permettrons pas que la souveraineté du Vatican l'emporte sur celle de l'État
 ». Ensuite, à la suite d'un sermon enflammé, Josef Beran fut arrêté en 1949, emprisonné jusqu'en 1963, puis exilé.
Sa présence aux responsabilités marqua la naissance d'un « changement de régime et la cause d'incompréhensions profondes avec les intellectuels progressistes français qui devinrent persona non grata en Tchécoslovaquie malgré les affirmations contraires du discours officiel »
Lors du VIIIe Congrès du Parti (28 au 31 mars 1946), il devint membre du Présidium du CC et fit partie du comité supérieur du Parti après ses réélections au IXe Congrès du Parti (25 au 29 mai 1949), au Xe Congrès du Parti (11 au 15 juin 1954) et au XIe Congrès du Parti (18 au 21 juin 1958) jusqu'à sa mort le 5 août 1961. Il fut membre de l'Assemblée nationale constituante (Ústavodárné Národní shromáždění) du 26 mai 1946 au 29 mai 1948 et a également été ministre de la planification technique du 28 août 1946 au 25 février 1948. Il fut membre de l'Assemblée nationale du 30 mai 1948 jusqu'à sa mort le 5 août 1961.
Après le Coup de Prague et la défenestration de Jan Masaryk, il demanda que le nom de ce dernier ne soit plus prononcé et, en tant que ministre de l'Information, il signa un décret en octobre 1949, selon lequel l'ensemble du commerce du livre du pays était placé sous le contrôle du gouvernement et que tout livre devait bénéficier d'une autorisation pour être publié. Il s'entoura d'artistes communistes amis tels que František Halas, Ivan Olbracht ou Adolf Hoffmeister ou Vítězslav Nezval, poursuivant sa politique de nationalisation de toutes les institutions et outils culturels
Selon Michal Frankl, se distinguait par  des diatribes antisémites, des critiques sur la présence des Juifs en politique, une attaque du sionisme, adhérant à la thèse stalinienne du cosmopolite sans racine. En 1945, il accusa Julius Petschek (en) ou les Rothschild d'être « des suceurs de sang », prétendant que des Juifs n'avaient pas leur place dans une démocratie populaire. À l'occasion du cinquantième anniversaire de Rudolf Slánský en juillet 1951, Kopecký l'a salué dans le journal du parti Rudé právo en ajoutant que dès son plus jeune âge, il avait absorbé le sang de sa Tchéquie natale. Malgré leur ancienne association et leurs vieux liens, Kopecký était devenu un ennemi intime de Slánský, et il fut l'un des principaux instigateurs du procès de Prague, ou procès Slánský, qui avait pour objectif d'éliminer des cadres du PCT présentés de façon mensongère comme des opposants au régime de la République socialiste tchécoslovaque. Et comme dans le complot des blouses blanches, en Union soviétique, qui visait essentiellement des Juifs et qui était concomitant aux procès de Prague, onze des quatorze accusés étaient juifs : « Les méthodes employées dans les procès des années 1949-53 illustrent bien la nature totalitaire du régime stalinien. Ainsi, on faisait apprendre aux accusés des réponses préfabriquées (parfois enregistrées sur magnétophone). Les interrogatoires pouvaient durer jusqu'à 20 h. Certains accusés, comme l'abbé Toufar, décéderont de leurs tortures. Beaucoup se suicideront, tels le poète Konstantin Biebl. Ces deux communistes sincères succomberont aux services dirigés par Kopecky, ancien membre du praesidium du PCT. Réputé pour sa brutalité, Kopecky était l'œil de Moscou, craint des membres du PCT et jusqu'à Gottwald. »